# 防衛情報通信基盤
防衛情報通信基盤（ぼうえいじょうほうつうしんきばん、英: Defense Information Infrastructure: DII）とは、防衛省における情報通信能力強化施策（いわゆる、IT革命）により誕生した防衛省の基盤的共通通信ネットワークである。

## 概要
防衛情報通信基盤構想が出現する以前の防衛庁・自衛隊のネットワークは防衛統合デジタル通信網(IDDN)等、一部の共通の伝送路を持っていたものの、ネットワークの管理運営自体は別個に行っていたことから相互運用性に乏しいなどの問題点を抱えていた。2001年（平成13年）に策定されたe-japan戦略の重点政策分野第1項（超高速ネットワークインフラ整備）に基づく防衛庁事業として、全自衛隊の統一的なネットワーク構築をめざし、平成14年度からDII運用を開始した。
現在は、統合幕僚監部指揮通信システム部が整備を、自衛隊サイバー防衛隊が管理・運営を担当している。

## 沿革
- 2002年（平成14年）3月

統合幕僚会議事務局第3幕僚室に「防衛情報通信基盤管理運営室」を設置し、整備事業を開始
- 2006年（平成18年）3月27日

統合幕僚会議事務局が統合幕僚監部に改編（事業は指揮通信システム部に引継）
- 2008年（平成20年）3月26日

自衛隊指揮通信システム隊新編に伴い、管理運営業務を移管。（整備に係わる業務は引き続き統幕が担当）

## システムの概要
防衛情報通信基盤は防衛省・自衛隊の主要な駐屯地・基地相互を結ぶ超高速・大容量のネットワークであり、主として業務系システムを収容する「オープン系」 (JIPNET-N) と、作戦系システムを収容する「クローズ系」 (JIPNET-S) に区分されるほか、以下の特徴を有している。
1. ネットワーク構成はフルコネクト型であり、主局で通信の集中管理を行っている。
2. 副主局（サブマスタ局）は主局との間で常に同期を取っている。このため、主局が使用不能となった場合でも直ちに副主局に切り替えることで通信の途絶を防止できる。
3. 伝送技術は光ファイバーまたは広域イーサネット、ATMや多重無線、また一部では衛星回線が使用されている。
4. オープン系はインターネットと連接する。
5. クローズ系はインターネットと連接せず、伝送路はオープン系とは別個の秘匿された回線を使用する。

なお、DIIは三自衛隊が共用する、戦略レベルの基幹回線である。従前のIDDNは音声通信が主眼であり、DII整備ではデータ通信が重要視されている。作戦レベル以下の回線については、DII以外に、各自衛隊が独自の要求に従ったシステムを整備している場合が多い。例えば陸上自衛隊では、作戦レベルにおいて方面隊電子交換システム、戦術レベルにおいて師団通信システムなどが配備されている。